# Perevalský rajón
Perevalský rajón (ukrajinsky Перевальський район) byl rajón v Luhanské oblasti na Ukrajině. Hlavním městem byl Perevalsk a rajón měl přibližně 70 tisíc obyvatel. 

## Sídla v rajónu
- Bajračky
- Buhajivka
- Centralnyj
- Faščivka
- Horodyšče
- Jaščykove
- Komisarivka
- Kypuče
- Mychajlivka
- Perevalsk
- Seleznivka
- Zorynsk